# ستيفان سيرجنت
ستيفان سيرجنت (بالفرنسية: Stéphane Sergent)‏ هو لاعب كرة قدم فرنسي في مركز الدفاع، ولد في 8 يونيو 1973 في كامبار في فرنسا. لعب مع نادي بايون ونادي بريست ونادي روان ونادي غانغون ونادي كويمبيريوس.

## وصلات خارجية
- ستيفان سيرجنت على موقع رابطة كرة القدم الفرنسية للمحترفين (الإنجليزية)
- ستيفان سيرجنت على موقع قاعدة بيانات كرة القدم.إي يو (الإنجليزية)